# أولغا راموس
أولغا راموس (بالإسبانية: Olga Ramos)‏ هي مغنية إسبانية، ولدت في 20 يوليو 1918 في بطليوس في إسبانيا، وتوفيت في 25 أغسطس 2005 في مدريد في إسبانيا.

## وصلات خارجية
- أولغا راموس على موقع IMDb (الإنجليزية)